# Tradição de Teuchitlán

O México ocidental e a tradição de Teuchitlán

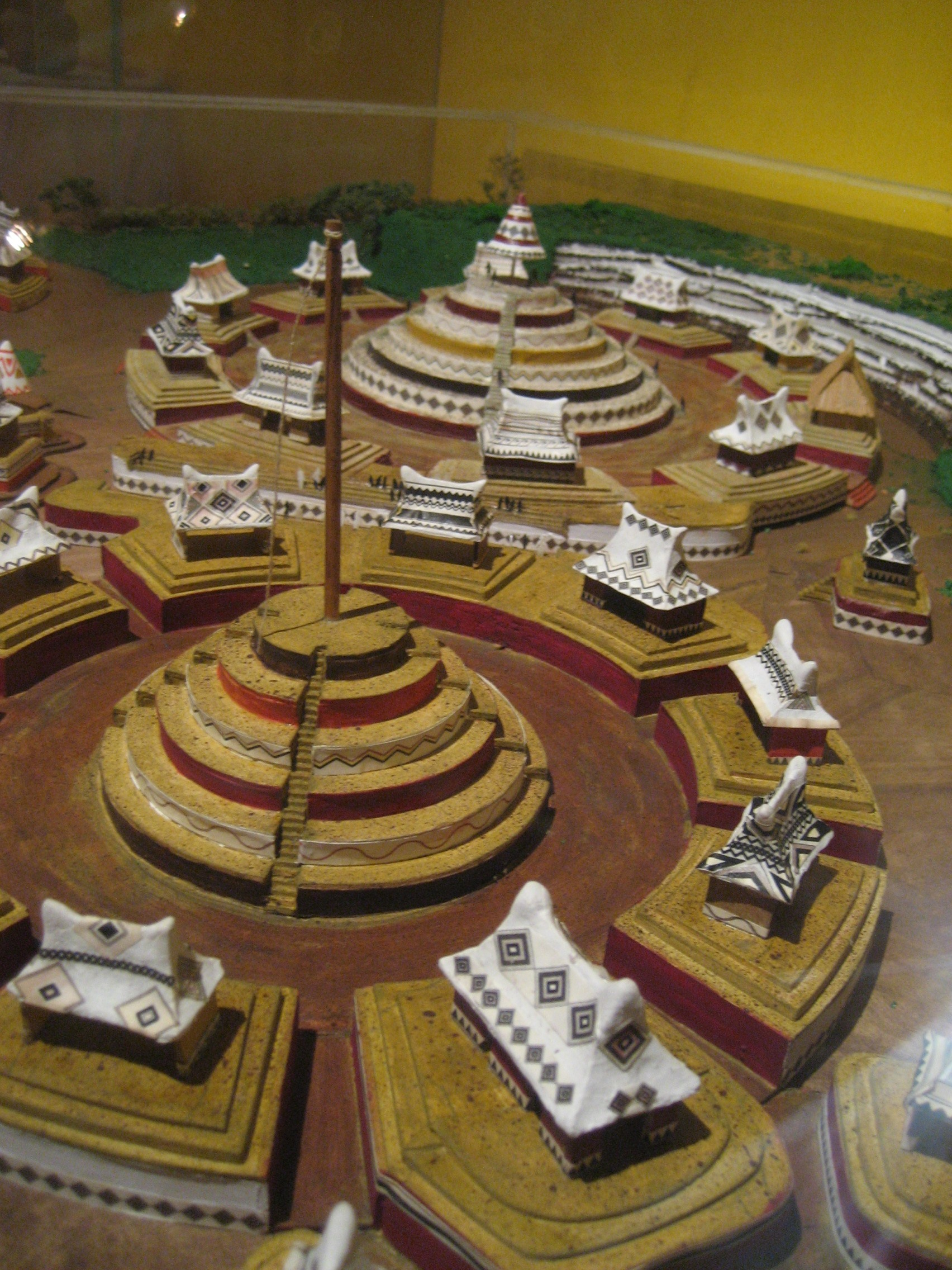
Uma reconstrução do 'Círculo 2' (em primeiro plano) e do 'Círculo 1' em Guachimontones

A Tradição de Teuchitlán foi uma sociedade complexa da Mesoamérica que ocupou áreas dos atuais estados mexicanos de Nayarit e Jalisco. Embora as evidências arqueológicas mais antigas da tradição de Teuchitlán remontem a 300 a.C., o seu desenvolvimento é geralmente datado do final do período Formativo, 200 d.C.. A sua extinção ocorreu de forma abrupta no final do período Clássico, por volta de 900 d.C..
A tradição de Teuchitlán é notável pelas suas praças centrais circulares e pirâmides escalonadas cónicas. Segundo o investigador Phil Weigand, estas estruturas invulgares são "únicas no repertório arquitetónico mesoamericano e não são encontradas em qualquer outro lugar do mundo".
A tradição de Teuchitlán é uma ramificação da mais antiga cultura dos túmulos de poço, mas com uma mudança de centros menores para sítios maiores como Los Guachimontones.

## Guachimontones
O sítio arqueológico de Guachimontones, às portas da atual Teuchitlán, Jalisco, é o maior e mais complexo sítio da tradição de Teuchitlán.  O centro da antiga aldeia era ocupado por três áreas circulares, cada uma com uma pirâmide escalonada circular com vários níveis situada no seu centro. Existem no total 10 de tais círculos em Teuchitlán, ao lado de quatro praças retangulares e dois campos de jogo de bola entre muitas outras estruturas menores.
Pensa-se que as pirâmides circulares sejam cosmogramas, representando a estrutura mitológica do universo, e os postes circulares que eram colocados no seu centro a árvore do mundo mesoamericana. Com base nos muitos quadros cerâmicos que foram encontrados, pensa-se de igual modo que cerimónias de voadores eram realizadas no poste.

## Estrutura social
Existem várias características de uma sociedade estratificada presentes nas sociedades da tradição de Teuchitlán - as praças circulares, por exemplo, estavam restringidas à elite.  Contudo, com base em sítios semifortificados escavados em passos de montanha na orla da área nuclear da tradição de Teuchitlán, pensa-se que a área da tradição de Teuchitlán como um todo era politicamente fragmentada.

## O fim da tradição
O início do período Pós-clássico no México ocidental, tal como no resto da Mesoamérica, ficou marcado por mudanças abruptas. Por volta de 900 d.C., as pirâmides, praças e agrupamentos concêntricos circulares começaram a ser substituídos pela mais normal arquitetura retangular – a tradição de Teuchitlán havia sofrido um "colapso total e definitivo", uma mudança tão abrupta que se tem presumido que tenha tido origem externa, talvez no ascendente estado Tarasco.

## Notas

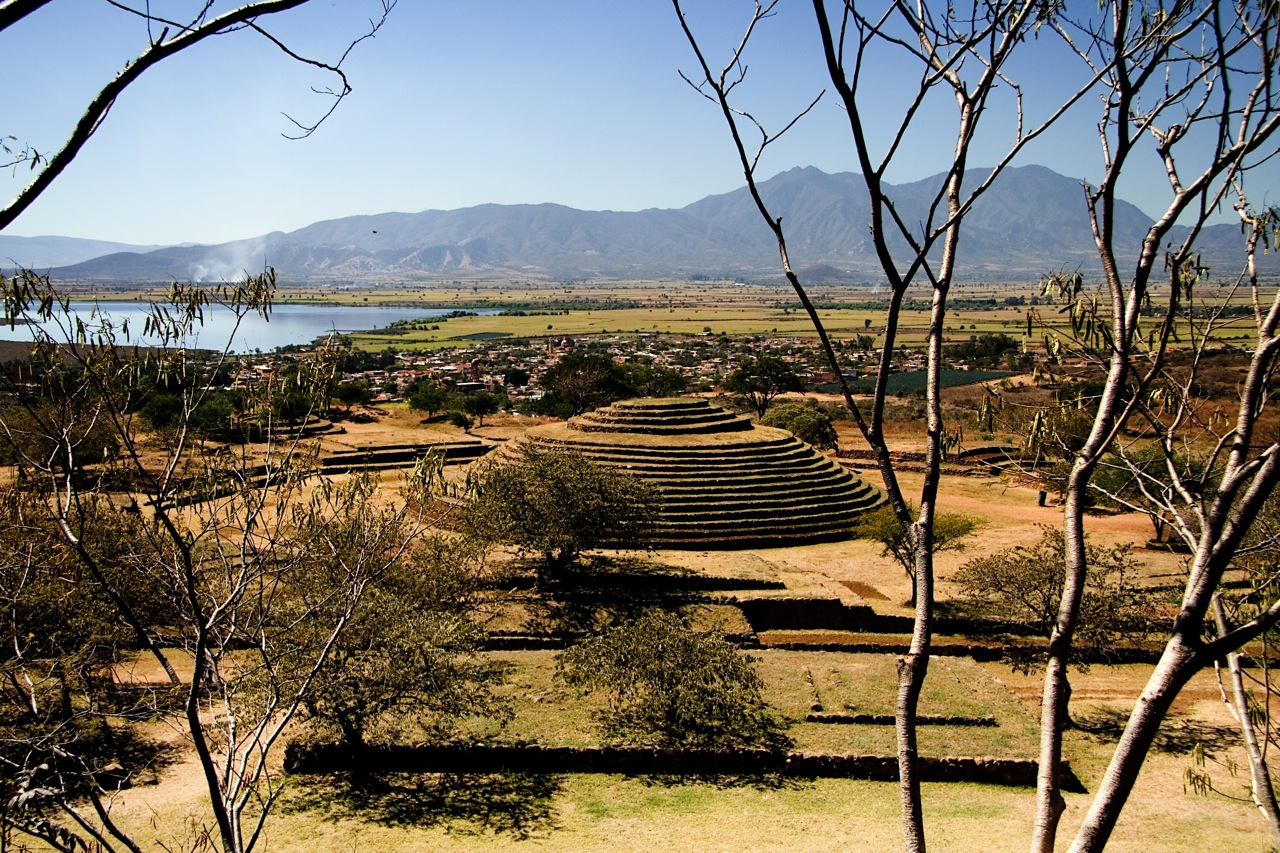
A pirâmide escalonada cónica do 'Círculo 2', Guachimontones